# 1236 w literaturze
Wydarzenia literackie w 1236 roku.

## Urodzili się
- Wen Tianxiang, chiński poeta (zm. 1283)

## Zmarli
- Pietro Capuano, włoski teolog i filozof (rok narodzin nieznany)
- Gautier de Coincy, francuski truwer (ur. 1177)
- Roger z Wendover, angielski mnich i kronikarz (rok narodzin nieznany)